# Żarek (województwo warmińsko-mazurskie)
Żarek (niem. Neurode) – osada w Polsce położona w województwie warmińsko-mazurskim, w powiecie olsztyńskim, w gminie Barczewo (niem. Wartembork). Miejscowość wchodzi w skład sołectwa Biedowo. W latach 1975–1998 miejscowość administracyjnie należała do województwa olsztyńskiego. Osada znajduje się w historycznym regionie Warmia.